# Redfall
Redfall è un videogioco sparatutto in prima persona sviluppato da Arkane Studios e pubblicato nel 2023 da Bethesda Softworks per Microsoft Windows e Xbox Series X e Series S. Il gioco era originariamente previsto anche per PlayStation 5, ma questa versione è stata cancellata in seguito all'acquisizione di Bethesda da parte di Microsoft.